# Records et statistiques des Dragons catalans
 (juin 2025).

Logo du club.

Cet article présente les records et statistiques des Dragons catalans.
Les Dragons Catalans évoluent en Super League de Rugby à XIII depuis la saison 2006. Après six saisons passées au sein de l'élite européenne, l'équipe a déjà participé à 180 matchs de Super League et 18 matchs de Challenge Cup.
Toutes les statistiques de cette page ont été mis à jour après la victoire (44 à 16) des Dragons Catalans face aux Warrington Wolves, le 9 avril 2012.

## Records individuels du club

### En Super League
Depuis la création du club, les Dragons Catalans ont participé à six Super League, pour un total de 180 matchs disputés. Le bilan actuel du club est de 80 victoires, 4 nuls et 96 défaites.
Joueur le plus capé :
- Rémi Casty avec 317 matchs joués.

Meilleur marqueur de points :
- Thomas Bosc avec 1374 points marqués.

Meilleur marqueur d'essais :
- Vincent Duport avec 86 essais.

Meilleur marqueur de goals :
- Thomas Bosc avec 562 réalisations.

Plus grand nombre de points inscrits sur une rencontre :
- Thomas Bosc avec 26 points inscrits lors de la 14e journée de Super League 2007 face aux Salford City Reds.

Plus grand nombre d'essais inscrits sur une rencontre :
- Justin Murphy avec 4 essais inscrits lors du 1er tour des play-off de la Super League 2008 face aux Warrington Wolves.
- Damien Cardace avec 4 essais inscrits lors de la 9e journée de Super League 2012 face aux Widnes Vikings.
- Jodie Broughton avec 4 essais inscrits lors de la 11e journée de Super League 2016 face aux St Helens.
- Fouad Yaha avec 4 essais inscrits lors de la 22e journée de Super League 2018 face aux Salford City Reds.
- Dabid Mead avec 4 essais inscrits lors de la 7e journée de Super League 2018 face aux Huddersfield.
- Fouad Yaha avec 4 essais inscrits lors de la 7e journée de Super League 2019 face aux Leeds Rhinos.

Plus grand nombre de goals inscrits sur une rencontre :
- Scott Dureau avec 11 goals réussis lors de la 9e journée de Super League 2012 face aux Widnes Vikings.

| #  | Joueur             | Score |
| 1  | Rémi Casty         | 317   |
| 2  | Grégory Mounis     | 276   |
| 3  | Thomas Bosc        | 244   |
| 4  | Jason Baitieri     | 220   |
| 5  | Vincent Duport     | 196   |
| 6  | Julian Bousquet    | 175   |
| -  | Jamal Fakir        | 175   |
| 8  | Éloi Pélissier     | 155   |
| 9  | Clint Greenshields | 146   |
| 10 | Olivier Élima      | 144   |
| -  | David Ferriol      | 144   |

| #  | Joueur             | Score |
| 1  | Thomas Bosc        | 1374  |
| 2  | Scott Dureau       | 811   |
| 3  | Vincent Duport     | 344   |
| 4  | Clint Greenshields | 336   |
| 5  | Tony Gigot         | 310   |
| 6  | Morgan Escaré      | 264   |
| 7  | Justin Murphy      | 220   |
| 8  | Luke Walsh         | 214   |
| 9  | Fouad Yaha         | 192   |
| 10 | Sam Tomkins        | 191   |

| #  | Joueur             | Score |
| 1  | Vincent Duport     | 86    |
| 2  | Clint Greenshields | 84    |
| 3  | Morgan Escaré      | 86    |
| 4  | Thomas Bosc        | 59    |
| 5  | Justin Murphy      | 55    |
| 6  | Fouad Yaha         | 48    |
| 7  | Tony Gigot         | 47    |
| 8  | Damien Blanch      | 46    |
| 9  | Daryl Millard      | 40    |
| 10 | Olivier Elima      | 39    |

| #  | Joueur              | Score |
| 1  | Thomas Bosc         | 562   |
| 2  | Scott Dureau        | 340   |
| 3  | Luke Walsh          | 99    |
| 4  | Sam Tomkins         | 77    |
| 5  | Pat Richards        | 76    |
| 6  | Tony Gigot          | 55    |
| 7  | Josh Drinkwater     | 53    |
| 8  | Stacey Jones        | 49    |
| 9  | Laurent Frayssinous | 48    |
| 10 | Michael Dobson      | 41    |

 Signale un joueur faisant partie de l'effectif 2012

### En Challenge Cup
Depuis la création du club, les Dragons Catalans ont participé à six Challenge Cup, pour un total de 18 matchs disputés. Le bilan actuel du club est de 12 victoires pour 6 défaites. La bête noire du club est St Helens RLFC, qui a éliminé les Dragons à trois reprises. C'est d'ailleurs face à cette même équipe que les Dragons ont effectué leur meilleure performance, à savoir une finale perdue en 2007 sur le score de 30 à 8.
Joueur le plus capé :
- David Ferriol et  Jérôme Guisset avec 15 matchs joués.

Meilleur marqueur de points :
- Thomas Bosc avec 128 points marqués.

Meilleur marqueur d'essais :
- Adam Mogg avec 7 essais.

Meilleur marqueur de goals :
- Thomas Bosc avec 53 réalisations.

Plus grand nombre de points inscrit sur une rencontre :
- Thomas Bosc avec 26 points inscrit lors du 1/16 de finale 2007 face aux Featherstone Rovers.

Plus grand nombre d'essais inscrit sur une rencontre :
- Setaimata Sa avec 3 essais inscrit lors du 1/8 de finale 2010 face aux Crusaders RL.

Plus grand nombre de goals inscrit sur une rencontre :
- Thomas Bosc avec 11 goals réussis lors du 1/16 de finale 2007 face aux Featherstone Rovers et lors du 1/4 de finale 2010 face aux Batley Bulldogs.

| # | Joueur         | Score |
| 1 | David Ferriol  | 15    |
| 1 | Jérôme Guisset | 15    |
| 3 | Thomas Bosc    | 13    |
| 4 | Rémi Casty     | 12    |
| 4 | Grégory Mounis | 12    |

| # | Joueur         | Score |
| 1 | Thomas Bosc    | 128   |
| 2 | Adam Mogg      | 28    |
| 3 | Michael Dobson | 24    |
| 3 | Vincent Duport | 24    |

| # | Joueur             | Score |
| 1 | Adam Mogg          | 7     |
| 2 | Vincent Duport     | 6     |
| 3 | Thomas Bosc        | 5     |
| 3 | Rémi Casty         | 5     |
| 3 | Clint Greenshields | 5     |

| # | Joueur              | Score |
| 1 | Thomas Bosc         | 53    |
| 2 | Michael Dobson      | 10    |
| 3 | Stacey Jones        | 6     |
| 4 | Laurent Frayssinous | 4     |

 Signale un joueur faisant partie de l'effectif 2012

## Statistiques

### Bilan par adversaire
Ce tableau est un comparatif des Dragons Catalans contre chaque adversaire. Après six saisons passées au sein de l'élite européenne, l'équipe a déjà participé à 180 matchs de Super League et 18 matchs de Challenge Cup.